# Episodi de La casa nella prateria (settima stagione)
La settima stagione della serie televisiva La casa nella prateria è stata trasmessa dalla NBC dal 22 settembre 1980 all'11 maggio 1981.
Laura sposa Almanzo ed inizia ad insegnare. Adam riacquista la vista. Nellie e Percival hanno due gemelli. A fine stagione James e Cassandra entrano a far parte della famiglia Ingalls. Alcune puntate di questa stagione si svolgono a Sleepy Eye dove, oltre alla scuola per ciechi, si trasferisce anche Jonathan Garvey.
| nº | Titolo originale              | Titolo italiano                          | Prima TV USA      | Prima TV Italia |
| -- | ----------------------------- | ---------------------------------------- | ----------------- | --------------- |
| 1  | Laura Ingalls Wilder: Part 1  | Una casa per tutti noi - parte 1         | 22 settembre 1980 |                 |
| 2  | Laura Ingalls Wilder: Part 2  | Una casa per tutti noi - parte 2         | 29 settembre 1980 |                 |
| 3  | A New Beginning               | Una stella può fare un eroe              | 6 ottobre 1980    |                 |
| 4  | Fight Team Fight!             | Una grande leggenda                      | 13 ottobre 1980   |                 |
| 5  | The Silent Cry                | Un grido soffocato                       | 20 ottobre 1980   |                 |
| 6  | Portrait of Love              | Ritratto d'amore                         | 27 ottobre 1980   |                 |
| 7  | Divorce, Walnut Grove Style   | Non è facile crederti                    | 10 novembre 1980  |                 |
| 8  | Dearest Albert, I'll Miss You | Una lettera per Albert                   | 17 novembre 1980  |                 |
| 9  | The In-laws                   | La scommessa                             | 24 novembre 1980  |                 |
| 10 | To See the Light: Part 1      | Una realtà più bella del sogno - parte 1 | 1º dicembre 1980  |                 |
| 11 | To See the Light: Part 2      | Una realtà più bella del sogno - parte 2 | 8 dicembre 1980   |                 |
| 12 | Oleson vs Oleson              | Le signore si ribellano                  | 5 gennaio 1981    |                 |
| 13 | Come Let Us Reason Together   | Ragioniamo insieme                       | 12 gennaio 1981   |                 |
| 14 | The Nephews                   | I nipoti                                 | 19 gennaio 1981   |                 |
| 15 | Make a Joyful Noise           | I bambini devono cantare                 | 26 gennaio 1981   |                 |
| 16 | Goodbye, Mrs. Wilder          | Addio signora Wilder                     | 2 febbraio 1981   |                 |
| 17 | Sylvia: Part 1                | Silvia - parte 1                         | 9 febbraio 1981   |                 |
| 18 | Sylvia: Part 2                | Silvia - parte 2                         | 16 febbraio 1981  |                 |
| 19 | Blind Justice                 | La giustizia è cieca                     | 23 febbraio 1981  |                 |
| 20 | I Do, Again                   | Ancora una volta con amore               | 2 marzo 1981      |                 |
| 21 | The lost ones: Part 1         | Gli sperduti - parte 1                   | 4 maggio 1981     |                 |
| 22 | The lost ones: Part 2         | Gli sperduti - parte 2                   | 11 maggio 1981    |                 |

Cast regolare:

Michael Landon (Charles Ingalls)
Karen Grassle (Caroline Quiner Ingalls)
Melissa Gilbert (Laura Ingalls Wilder)
Matthew Laborteaux (Albert Quinn Ingalls)
Melissa Sue Anderson (Mary Ingalls Kendall)
Lindsay e Sidney Greenbush (Carrie Ingalls)

## Una casa per tutti noi
- Titolo originale: Laura Ingalls Wilder
- Diretto da: Michael Landon
- Scritto da: Michael Landon

### Trama
Episodio in due parti:
Parte 1: La narrazione riparte sei mesi dopo il finale della stagione precedente. Almanzo decide di acquistare un terreno, ma avrà bisogno dei guadagni del suo primo raccolto per pagare il mutuo. Quando il titolare del mutuo si rifiuta di lasciarlo accedere all'acqua di un torrente adiacente perde tutto. Nel frattempo, Eliza Jane si innamora di Harve Miller, un amico di Almanzo, e Nellie scopre di essere incinta.
Parte 2: Eliza Jane non è in grado di esprimere i suoi veri sentimenti per Harve. Le cose peggiorano quando Harve le rivela che è innamorato di un'altra, ma lei preferisce non dirlo agli altri in modo da non dare altri pensieri a Laura e Almanzo che devono rimandare il matrimonio dopo la perdita del raccolto. Laura si offre di prendere un posto di insegnante in un'altra città per guadagnare i soldi necessari per una nuova fattoria, ma poi rompe il fidanzamento quando Almanzo rifiuta il suo aiuto. Alla fine, Eliza Jane si sacrifica decidendo di cedere il suo posto di maestra e la casa a Laura, dicendo al fratello la bugia che Harve le ha chiesto di sposarla e di andare a St. Louis. Almanzo ferma la diligenza su cui si trova Laura e le richiede di sposarlo. Subito dopo si recano a Sleepy Eye dove Charles e Caroline sono andati a festeggiare l'anniversario di Adam e Mary. Per non perdere altro tempo si decide di celebrare il matrimonio il giorno stesso nella scuola per ciechi.
- Guest Star: James Cromwell (Harve Miller), Lucy Lee Flippin (Eliza Jane Wilder)

## Una stella può fare un eroe
- Titolo originale: A New Beginning
- Diretto da: William F. Claxton
- Scritto da: John T. Dugan

Jonathan Garvey, dopo la morte di Alice, decide di iniziare una nuova vita trasferendosi a Sleepy Eye con il figlio per mettersi in proprio nel settore del trasporto merci. Dopo essere stati invitati a cena da Mary e Adam, Andy esprime al padre il suo risentimento nei loro confronti, rimproverandoli per la morte della madre. Jonathan gli ricorda che anche lui dopo la tragedia aveva dato la colpa a Dio e che quando si perde una persona cara si soffrirà per sempre, ma il tempo servirà a non attribuire più colpe a nessuno. La vita di città presto lo farà diventare bersaglio dei ladri e, volendo fermarli insieme allo sceriffo del luogo, diventerà il suo vice. Il capobanda è figlio di un ricco signore che sfida più volte la legge e si vendica su Jonathan malmenando Andy, fino a che deciderà di rapinare la banca, dove farà una brutta fine. Garvey viene nominato capo-sceriffo ma rifiuta l'offerta per correttezza verso lo sceriffo in carica, sapendo che suo figlio è già convinto di avere come padre un vero eroe.
- Guest Star: John Larch (Arthur Mahoney), John Dukakis (Tim Mahoney), Harry Carey Jr. (sceriffo Pike), Med Flory (Pete Rawlins), Milton Selzer (Elija Pattman), Paul Larson (Sam Pendergast)

## Una grande leggenda
- Titolo originale: Fight Team Fight!
- Diretto da: Michael Landon
- Scritto da: Don Balluck

### Trama
Pete Ellerbee prova ad allenare la squadra di football di Walnut Grove. Albert decide di farne parte per imparare valori come il lavoro di squadra e la responsabilità, ma quelli non sono gli obiettivi di Ellerbee. Lui vuole solo vincere per dimostrare virilità ed orgoglio. Ben presto il gioco si fa meno divertente quando il suo desiderio di spingere i ragazzi al di là delle proprie abilità mette in pericolo la loro sicurezza.
- Guest Star: William Traylor (Pete Ellerbee), Terrence O'Connor (Sandra Ellerbee), James Jarnagin (Dan Ellerbee)

## Un grido soffocato
- Titolo originale: The Silent Cry
- Diretto da: Michael Landon
- Scritto da: Michael Landon

### Trama
Houston, il custode della scuola per ciechi, è in pena per due ragazzi orfani che stanno per essere separati. Il più piccolo, Josh, è muto, e ciò lo rende poco attraente per le potenziali famiglie, ma suo fratello Michael ha molto da offrire. Houston vorrebbe adottarli per farli stare insieme, ma l'agenzia di adozione glielo nega. Quando una giovane coppia vuole adottare Michael, ma non Josh, i due fratelli fuggono.
- Guest Star: Dub Taylor (Houston), David Faustino (Josh), David Hollander (Michael), Ivan Bonar (Mr. Case), Elizabeth Hoffman (Miss Mason)

## Ritratto d'amore
- Titolo originale: Portrait of Love
- Diretto da: William F. Claxton
- Scritto da: Michael Landon

### Trama
Caroline conosce Annie, una ragazza cieca capace di dipingere quadri bellissimi. Un espositore inglese è impressionato dai suoi lavori, prima ancora di sapere che è cieca, e pubblicizza la sua arte. La madre naturale di Annie, che l'ha abbandonata quando da bambina stava per diventare cieca, si rende conto che la pittrice è sua figlia e vuole contattarla, ma lei non vuole saperne. Caroline farà da mediatrice. Nel frattempo Percival affronta Harriet e la sua eccessiva protettività nei confronti di Nellie.
- Guest Star: Madeleine Stowe (Annie Crane), Mariclare Costello (Helen Crane), Paul Napier (Sorrell Crane), Jim Antonio (Victor Crosby), Constance Pfeifer (Marge Crosby), Ward Costello (Jeremy Unger)

## Non è facile crederti
- Titolo originale: Divorce, Walnut Grove Style
- Diretto da: Michael Landon
- Scritto da: Don Balluck

### Trama
Laura e Almanzo cominciano ad avere i primi problemi dopo il matrimonio. Lei è troppo presa dal lavoro e dallo studio per cui trascura il marito e da qui arrivano le prime liti. In un secondo momento subentra la gelosia di Laura nei confronti di una vecchia amica di Almanzo che scrive canzoni. Per ricordarsi il titolo di una canzone della sua amica, Almanzo lo annota su di un foglio e Laura, che nel frattempo si è trasferita per una notte dai genitori dopo un litigio con il marito, crede che sia una dichiarazione d'amore verso l'altra donna. Solo l'intervento di Caroline e Charles li aiuterà a risolvere il malinteso.
- Guest Star: Tisch Raye (Brenda Sue Longworth), Eve Brent (Olga Tuttle)

## Una lettera per Albert
- Titolo originale: Dearest Albert, I'll Miss You
- Diretto da: Michael Landon
- Scritto da: Michael Landon

### Trama
A scuola ai ragazzi viene assegnato il compito di scrivere a un "amico di penna".
La corrispondente di Albert si chiama Leslie Barton e appartiene a una famiglia ricca di Minneapolis.
Albert si innamora della ragazza e, per attirare la sua attenzione, finge di essere molto alto nonché capitano di una squadra di football.
Intanto Charles parte per Minneapolis e Albert decide di andare con lui per poter conoscere Leslie. Quando arriva a casa della ragazza, incontra sua madre che gli dice che la ragazza non è in casa.
Il giorno seguente Albert si ripresenta e finalmente incontra la sua corrispondente. Scopre che in realtà, dopo un incidente, Leslie non può più camminare ed è sulla sedia a rotelle, così capisce che anche Leslie nelle lettere aveva mentito dicendo di essere una famosa ballerina. Anche Albert le rivela di aver scritto cose non vere, ma le confessa il suo amore per lei, scoprendo che è ricambiato.
I due ragazzi si perdonano a vicenda e decidono di continuare le loro corrispondenze.
- Guest Star: Suzy Gilstrap (Leslie Barton), Diane Shalet (Sig.ra Barton), Dan Priest (capotreno)

## La scommessa
- Titolo originale: The In-laws
- Diretto da: William F. Claxton
- Scritto da: Don Balluck

### Trama
Charles e Almanzo, su suggerimento di Jonathan Garvey, decidono di avviare un'attività di trasporto merci a Sleepy Eye. Quando Almanzo suggerisce che ci potrebbe essere una scorciatoia per arrivare a Sleepy Eye, i due decidono di fare una gara per vedere chi ha ragione.
- Guest Star: Eddie Quillan (Kavendish), Terrence Evans (Horace Choate), Patricia Herd (Emma Choate), Dan Priest (capotreno)

## Una realtà più bella del sogno
- Titolo originale: To See the Light
- Diretto da: Michael Landon
- Scritto da: Michael Landon

### Trama
Episodio in due parti:
Parte 1: In seguito ad un trauma cranico causato da un'esplosione, Adam riacquista la vista e Mary pensa di diventare solo un peso per lui.
Parte 2: Adam riprende gli studi per diventare un avvocato. Durante il suo esame di ammissione è assalito da alcuni teppisti e si ammala, perdendo la prova finale. Mary e Charles riescono ad ottenere l'autorizzazione per far terminare il test ad Adam, che vince poi una borsa di studio alla facoltà di legge.
- Guest Star: Peter Hobbs (Mr. Davis), Donald Petrie (Alan Barton), Donald Hotton (professor Mayfield)

## Le signore si ribellano
- Titolo originale: Oleson vs Oleson
- Diretto da: William F. Claxton
- Scritto da: Chris Abbott

### Trama
Un referendum potrebbe consentire alle donne di avere pari diritti con gli uomini sulle proprietà. Nels, Charles e Almanzo sono d'accordo sul concetto di parità di diritti per le donne, ma hanno le loro ragioni per non sostenere il referendum. Quando Caroline lo scopre, si allea con le altre signore di Walnut Grove per salvare il matrimonio degli Oleson e dimostrare il torto dei mariti.

## Ragioniamo insieme
- Titolo originale: Come Let Us Reason Together
- Diretto da: Michael Landon
- Scritto da: Carole Raschella e Michael Raschella

### Trama
Nellie è prossima a partorire. Il vero nome di Percival è Isaac Cohen e, quando i genitori arrivano a Walnut Grove, suo padre Benjamin si rivela essere un uomo irascibile con una forte fede ebraica. Ciò è in conflitto con gli ideali cristiani di Harriet, e Nels cerca di fare da mediatore fra i due, con l'accordo che se nascerà un bambino verrà educato alla fede ebraica, mentre una femmina verrebbe avvicinata alla fede cristiana. Nellie darà alla luce due gemelli che chiamerà Benjamin e Jennifer.
- Guest Star: E. M. Margolese (Benjamin Cohen), Bea Silvern (Edna Cohen)

## I nipoti
- Titolo originale: The Nephews
- Diretto da: William F. Claxton
- Scritto da: Chris Abbott

### Trama
Royal Wilder, fratello maggiore di Almanzo, per poter andare in vacanza con la moglie Millie lascia a Walnut Grove per alcuni giorni i suoi due terribili figli Rupert e Myron. Laura e Almanzo, esasperati dalle malefatte dei ragazzi, decidono di batterli al loro stesso gioco.
- Guest Star: Ham Larson (Myron Wilder), Rossie Harris (Rupert Wilder), Woody Eney (Royal Wilder), Aileen Fitzpatrick (Millie Wilder)

## I bambini devono cantare
- Titolo originale: Make a Joyful Noise
- Diretto da: William F. Claxton
- Scritto da: Kathleen McGhee-Anderson

### Trama
Dopo aver perso il raccolto, Joe Kagan vende la propria fattoria e si trasferisce a Sleepy Eye, dove ritrova Jonathan ed Hester Sue, che però ha in programma di sposare Lundy, un impresario di pompe funebri. Mentre è deluso dalla decisione della donna, si prende cura di Timothy, un bambino che non riesce ad accettare la sua cecità e che si sente abbandonato dai genitori. Alla fine, Timothy si riprende ed Hester, esasperata dall'arroganza del suo promesso sposo, decide di annullare le nozze, lasciando la chiesa assieme a Joe e ai bambini.
- Guest Star: Moses Gunn (Joe Kagan), Mel Stewart (Hertzell Lundy), Ketty Lester (Hester-Sue), Keith Mitchell (Timothy)

## Addio signora Wilder
- Titolo originale: Goodbye, Mrs. Wilder
- Diretto da: William F. Claxton
- Scritto da: Don Balluck

### Trama
Laura perde la pazienza per l'ingerenza della signora Oleson nella scuola, così si dimette e lascia Harriet ad insegnare, compito che lei accetta con gioia, implementando le lezioni di francese e l'apprezzamento dell'arte, e obbligando i bambini ad indossare uniformi. Albert conduce una ribellione di classe contro le assurdità della signora Oleson. Nel frattempo Nels non dice nulla, dal momento che sa che non può mettersi contro sua moglie, ma permette al soprintendente regionale delle scuole di parlare per lui.
- Guest Star: Walker Edmiston (Sig. Stohler), Cletus Young (Sig. Parker)

## Sylvia
- Titolo originale: Sylvia
- Diretto da: Michael Landon
- Scritto da: Michael Landon

Trama
Episodio in due parti:
Parte 1: Nella scuola del paese arriva la quindicenne Sylvia, che suscita la curiosità da parte dei ragazzi, essendo fisicamente già sviluppata. Lei e Albert diventano amici e iniziano a piacersi. Sylvia diventa vittima di una violenza sessuale da parte di un aggressore mascherato e cerca di mantenere il segreto, finché non crolla a scuola. La signora Oleson, al centralino, ascolta il dottor Baker raccontare al padre della ragazza che ella è incinta, poi comincia a diffondere pettegolezzi dicendo che Albert è il padre.
Parte 2: Per la vergogna a causa delle voci, il padre di Sylvia decide di abbandonare Walnut Grove. Ma lei e Albert si incontrano in segreto e progettano di sposarsi e allevare insieme il suo bambino. Caroline (che in precedenza aveva diffidato la signora Oleson sul diffondere bugie su Albert) dà consigli al figlio sul matrimonio. Quando Sylvia scappa via dopo essere stata offesa dal padre che entra in casa Ingalls armato di fucile, Albert lo convince che non è stato lui a metterla incinta. Il fabbro Irv Hartwig lo prende a bottega e Albert rivela involontariamente dove si trova Sylvia. In un drammatico confronto finale si scoprirà che l'aggressore è proprio il fabbro. Sylvia, tentando di fuggire, cade da una scala, si ferisce e poi muore una volta che è stata portata in casa, prima di essere baciata da Albert.
- Guest Star: Richard Jaeckel (Irv Hartwig), Royal Dano (Mr. Webb), Olivia Barash (Sylvia Webb)

## La giustizia è cieca

### Trama
Adam diventa un avvocato, ma quando non ottiene un lavoro promesso in uno studio legale, lui e Mary decidono di tornare a Walnut Grove, dove Adam può aprire uno studio suo. Il suo primo cliente è un uomo accusato di truffa dai compaesani per aver venduto loro un terreno privo di valore.
Grazie alle sue doti di avvocato Adam riuscirà a scagionarlo. 
- Guest Star: Dub Taylor (Houston), Jeff Corey (Edgar Mills), Barbara Collentine (Edna Mills), Peter Hobbs (Mr. Davis), John Zaremba (Giudice)

## Ancora una volta con amore
- Titolo originale: I Do, Again
- Diretto da: William F. Claxton
- Scritto da: Don Balluck

### Trama
Laura è raggiante perché ha saputo di essere incinta. Anche Caroline annuncia a Charles di essere incinta, ma non è così: il dottor Baker la informa che sta avendo una menopausa precoce e non potrà avere altri figli. Charles, col cuore spezzato per aver appreso che non potrà avere mai un altro figlio naturale, decide di portare Caroline in una seconda luna di miele per poi rinnovare assieme la loro promessa di matrimonio.
- Guest Star: James Gallery (Ed Poulsen)

## Gli sperduti
- Titolo originale: The lost ones
- Diretto da: Michael Landon
- Scritto da: Don Balluck

### Trama
Episodio in due parti:
Parte 1: Charles e Albert incontrano durante un viaggio la famiglia Cooper: i genitori Alvin e Sarah, il figlio James di undici anni e la figlia Cassandra di otto. I Cooper sono in viaggio per raggiungere lo zio Jed. Quando incontrano una ripida collina, Charles e Alvin decidono di procedere uno alla volta. Mentre James e Cassandra sono nel carro degli Ingalls, Alvin perde il controllo del suo carro, che va fuori strada e si ribalta, uccidendo marito e moglie. Charles porta James e Cassandra dal loro zio Jed, ma questi è un vecchio povero e incapace di prenderli in custodia, quindi decide di tenerli con sé, mentre cerca una famiglia affidataria che li accetti, sapendo di non poter sostenere finanziariamente altri figli in casa sua, già troppo affollata.
Parte 2: Il reverendo Alden annuncia di aver trovato la famiglia Tompkins, disposta a prendere con sé i due orfani, ma non sa che in realtà ha solo bisogno di due braccianti. A un certo punto, James è ingiustamente accusato di aver rubato del denaro e viene frustato dal signor Tompkins. Gli abusi continuano e James e Cassandra scappano. Tompkins dice agli Ingalls che i bambini sono scomparsi ma, quando si rifiuta di aiutare Charles nella loro ricerca, diventa chiaro che lui è più interessato a riavere i bambini a casa per dare loro una lezione, piuttosto che per la loro sicurezza. Alla fine, Charles e Caroline decidono di tenere James e Cassandra con loro, nonostante le ristrettezze in cui vivono, per evitare che subiscano altri abusi e perché sinceramente affezionati ai piccoli, felicemente stupiti della loro decisione.
- Guest Star: George McDaniel (Alvin Cooper), M.E. Loree (Sarah Cooper), Jason Bateman (James Cooper), Missy Francis (Cassandra Cooper), E.J. André (Jed Cooper), Ivan Bonar (Mr. Case), Elizabeth Hoffman (Miss Mason), Dan Priest (capotreno), Len Wayland (Isaiah Tompkins), Barbara Tarbuck (Beth Tomkins), Randy Norton (Seth Tomkins)